# Projecte Graphite
Graphite és una eina de programari lliure de codi obert (FOSS) que supervisa i representa gràfics dades numèriques de sèries temporals, com ara el rendiment dels sistemes informàtics. Graphite va ser desenvolupat per Orbitz Worldwide, Inc i editat com a programari de codi obert el 2008.
Graphite recopila, emmagatzema i mostra dades de sèries temporals en temps real. L'eina té tres components principals:
- .Carbon: un dimoni Twisted que escolta dades de sèries temporals
- Whisper: una simple biblioteca de bases de dades per emmagatzemar dades de sèries temporals (similar en disseny a RRD).[3]
- Aplicació web de grafit: una aplicació web de Django que representa gràfics sota demanda mitjançant la biblioteca del Caire.

El grafit s'utilitza en la producció per empreses com Ford Motor Company, Booking.com, GitHub, Etsy, The Washington Post i Electronic Arts.